# آسفا مزگبو
آسفا مزگبو (انگلیسی: Assefa Mezgebu؛ زادهٔ ۱۹ ژوئن ۱۹۷۸) دونده دو استقامت اهل اتیوپی بود.